# NSU Prima

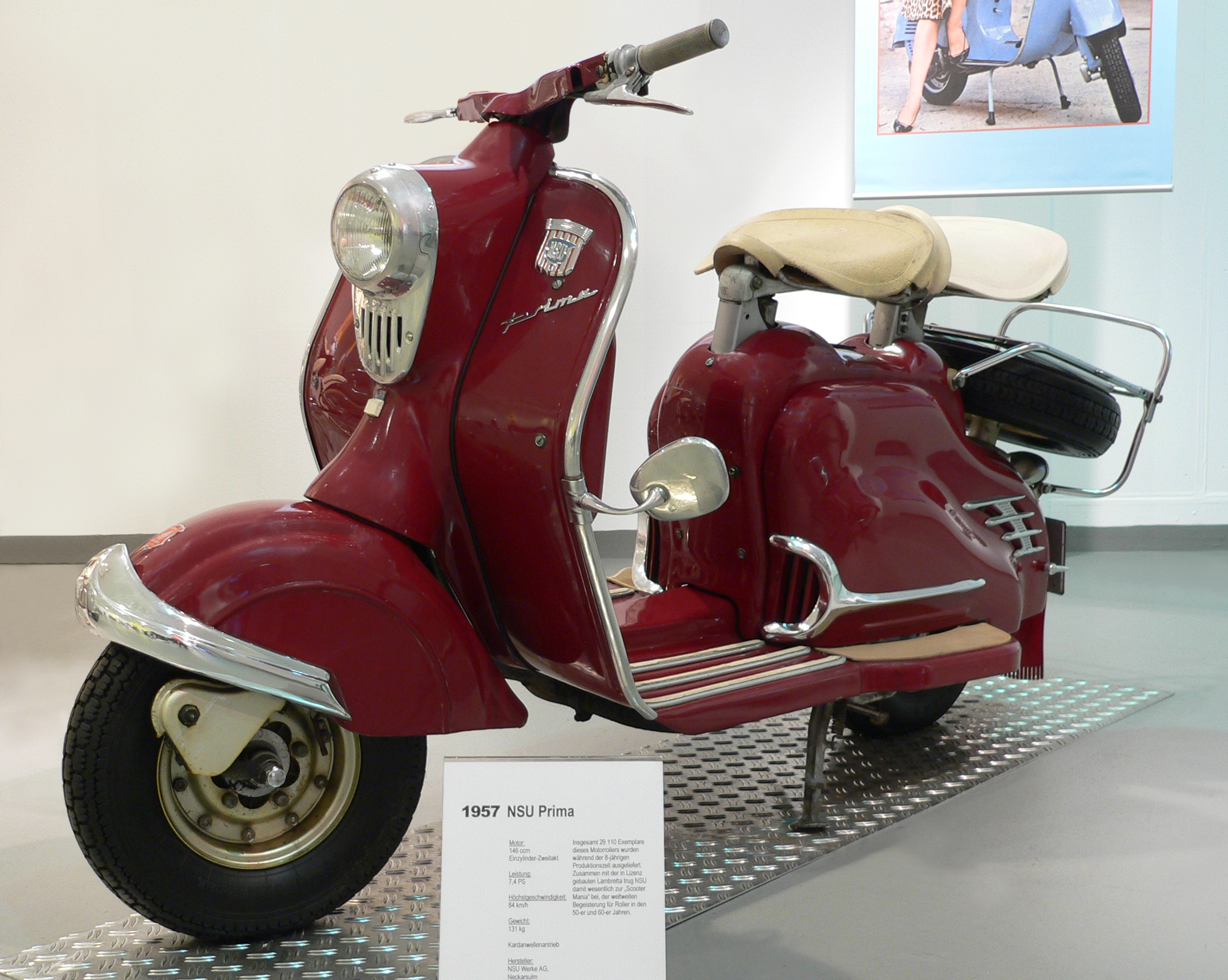
NSU Prima D in Mitroparot. Sie war außerdem in Jadegrün, Blau und Schwarz lieferbar.

Unter dem Namen NSU Prima bauten die NSU-Werke in Neckarsulm Motorroller, die die in Innocenti-Lizenz seit 1950 hergestellte NSU Lambretta ablösten und unabhängig vom Lizenzvertrag nicht nur in Deutschland verkauft wurden, sondern auch exportiert werden konnten. Die erste Ausführung, die Prima D, kam 1956 auf den Markt und wurde etwa ein Jahr lang neben der Lambretta angeboten, deren Produktion 1956 nach einer Stückzahl von 117.043 endete. In der NSU-Hauszeitschrift hieß es Anfang 1956: „Haben Sie bitte Verständnis dafür, daß die NSU-Prima zunächst ins Ausland geliefert werden muß. Ab April gibt’s die Prima auch in Deutschland.“ Bis zum Ende der Produktionszeit im Jahr 1964 wurden 160.645 NSU-Roller unter der Bezeichnung „Prima“ hergestellt. Die nicht mehr benötigten Produktionsanlagen wurden mit einem 1963 geschlossenen Vertrag an den jugoslawischen Hersteller Pretis nach Vogošća bei Sarajevo verkauft, wo die Prima III und V unter dem Namen NSU-Pretis für den jugoslawischen Markt hergestellt wurden. Die Produktion endete jedoch auch hier im Jahr 1964, als Pretis die Kapazitäten für die Aufnahme der Produktion von NSU-Pkw benötigte.

## NSU Prima D von 1956 bis 1960
Die NSU Prima D entsprach technisch weitgehend der letzten Version der Lambretta. Sie hatte einen verwindungssteifen Stahlrohrrahmen und eine Ganzstahlkarosserie auf Gummipuffern mit dem für Motorroller typischen freien Durchstieg, einen weit hochgezogenen Frontschild und zwei Schwingsättel. Die hinteren Seitenteile waren mit einem Drehgriff leicht zu lösen und abzunehmen. Wie bei der Lambretta war der Motor innerhalb der Verkleidung vor dem Hinterrad eingebaut. Das Hinterrad wurde an einem Schwingarm mit Schraubendruckfeder und hydraulischem Stoßdämpfer geführt, das Vorderrad an einer gezogenen Kurzarmschwinge. Die Räder waren austauschbar, sodass das serienmäßige Ersatzrad vorn und hinten eingebaut werden konnte.
Statt des Rohrlenkers der Lambretta hatte die Prima einen Profil-Pressstahllenker, in den die Kabel und Bowdenzüge verdeckt eingefügt waren, ein Armaturenbrett mit Tachometer, Anlass-Licht-Zündschalter sowie Knopf für Starterklappe und Benzintupferbetätigung. Eine Zeituhr wie bei der Lambretta gab es nicht. Des Weiteren unterschied sich die Prima von der Lambretta durch reichliche Chromverzierungen und eine in einem Chromrahmen zusammengefasste Einheit von Scheinwerfer und Hupe.
Der Motor war ein fest in den Rahmen eingebauter, gebläsegekühlter Einzylinder-Zweitaktmotor mit einem Hubraum von 146 cm³ und einer Leistung von 6,2 PS. Mit einem Drehgriff links am Lenker wurde das Dreiganggetriebe geschaltet. Über eine Mehrscheibenkupplung, Kardanwelle und Kegelräder wurde das Hinterrad angetrieben. Die Höchstgeschwindigkeit lag bei 80 km/h, die Bergsteigfähigkeit im ersten Gang (mit zwei Personen) bei 31,5 %.

## NSU Prima V und III von 1957 bis 1964

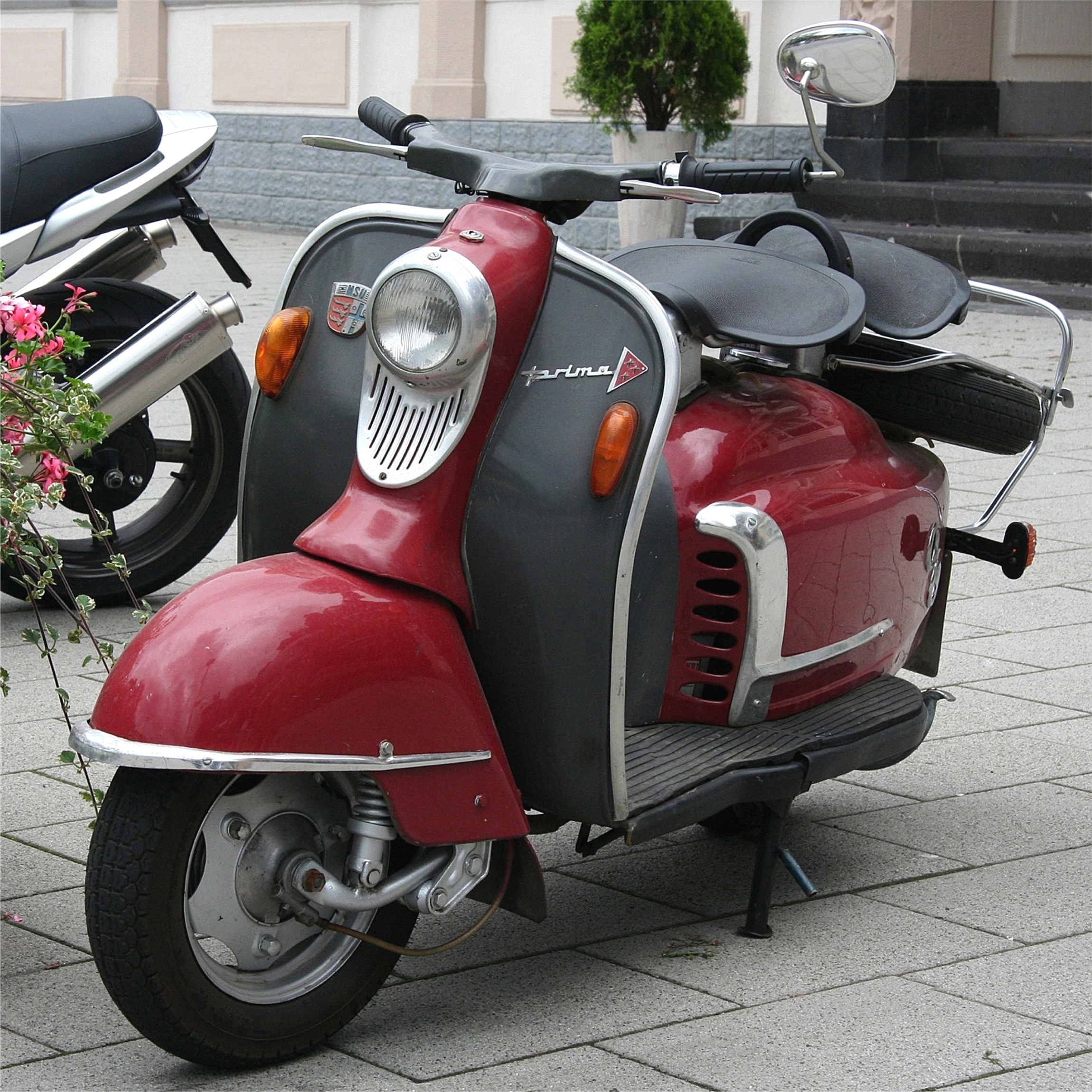
NSU Prima III

Die 1957 vorgestellte Prima V („Fünfstern“) war eine Neukonstruktion mit Zentralrohrrahmen und Triebsatzschwinge, das heißt, Motor und Getriebe schwangen über einen Drehpunkt mit. Das Vorderrad wurde in einer geschobenen Schwinge geführt. Der Motor hatte einen Hubraum von 175 cm³ und leistete 9,5 PS. Zu den weiteren Verbesserungen gehörte ein Vierganggetriebe mit einer Fußschaltwippe. Die Kardanwelle zur Kraftübertragung wurde beibehalten. Neu war auch das Armaturenbrett mit Tachometer, Kontrollanzeigen für Zündung und Tankinhalt sowie Zeituhr. Ferner gab es serienmäßig eine Lichthupe sowie einen Nebelscheinwerfer auf dem vorderen Kotflügel, und auf Wunsch war anstelle der Schwingsättel eine Doppelsitzbank lieferbar. Die Farben waren Saharabeige, Delphinblau, Tundragrün oder Ziegelrot.
Die zur gleichen Zeit angebotene Prima III („Dreistern“) war die geringfügig preisgünstigere Ausführung mit einem 7,4 PS starken 146-cm³-Motor sowie ohne Nebelscheinwerfer und Lichthupe. Mit einem Kaufpreis von 1.648,00 DM betrug die Ersparnis gegenüber der Prima V 147,00 DM.
Im November 1959 brachte NSU zusätzlich die Prima III K und III KL heraus, ebenfalls mit dem 146-cm³-Motor, aber mit Kickstarter statt Elektroanlasser sowie ohne Armaturenbrett und Ersatzrad. Die III K kostete 1.389,00 DM und unterschied sich von der III KL für 1.446,00 DM durch geringeren Chromschmuck. Die Standardfarbe der III K war Elfenbein, die der III KL Delphinblau. Auch für diese Modelle war die Doppelsitzbank zu haben.

## Technische Daten
|                        | Prima D                                                     | Prima V                                                             | Prima III                                                           | Prima III K                                                         |
| ---------------------- | ----------------------------------------------------------- | ------------------------------------------------------------------- | ------------------------------------------------------------------- | ------------------------------------------------------------------- |
| Baujahre               | 1956–1960                                                   | 1957–1964                                                           | 1957–1964                                                           | 1958–1964                                                           |
| Motor                  | gebläsegekühlter Einzylinder-Zweitaktmotor                  | gebläsegekühlter Einzylinder-Zweitaktmotor                          | gebläsegekühlter Einzylinder-Zweitaktmotor                          | gebläsegekühlter Einzylinder-Zweitaktmotor                          |
| Steuerung              | Schlitzsteuerung                                            | Schlitzsteuerung                                                    | Schlitzsteuerung                                                    | Schlitzsteuerung                                                    |
| Bohrung × Hub          | 57 × 58 mm                                                  | 62 × 57,6 mm                                                        | 57 × 57,6 mm                                                        | 57 × 57,6 mm                                                        |
| Hubraum                | 146 cm³                                                     | 175 cm³                                                             | 146 cm³                                                             | 146 cm³                                                             |
| Verdichtungsverhältnis | 6,0 : 1                                                     | 6,35 : 1                                                            | 6,5 : 1                                                             | 6,5 : 1                                                             |
| Leistung               | 6,2 PS (4,6 kW) bei 5200/min                                | 9,5 PS (7 kW) bei 5200/min                                          | 7,7 PS (5,7 kW) bei 5200/min                                        | 7,7 PS (5,7 kW) bei 5200/min                                        |
| Vergaser               | Bing AJ 1/16/38                                             | Bing 1/24/112                                                       | Bing 1/22/105                                                       | Bing 1/22/105                                                       |
| Zündung                | Batterie, 6 V                                               | Batterie, 12 V                                                      | Magnet, 12 V                                                        | Magnet, 12 V                                                        |
| Anlasser               | elektrisch                                                  | elektrisch                                                          | elektrisch                                                          | Kickstarter                                                         |
| Getriebe               | 3-Gang mit Drehgriffschaltung                               | 4-Gang mit Fußschaltwippe                                           | 4-Gang mit Fußschaltwippe                                           | 4-Gang mit Fußschaltwippe                                           |
| Kupplung               | Mehrscheibenkupplung                                        | Mehrscheibenkupplung                                                | Mehrscheibenkupplung                                                | Mehrscheibenkupplung                                                |
| Endantrieb             | Kegelräder und Kardanwelle auf Hinterrad                    | Kegelräder und Kardanwelle auf Hinterrad                            | Kegelräder und Kardanwelle auf Hinterrad                            | Kegelräder und Kardanwelle auf Hinterrad                            |
| Rahmen                 | Rohrrahmen                                                  | Rohrrahmen                                                          | Rohrrahmen                                                          | Rohrrahmen                                                          |
| Maße (L × B × H)       | 1910 × 680 × 950 mm                                         | 1920 × 650 × 965 mm                                                 | 1920 × 650 × 965 mm                                                 | 1780 × 680 × 965 mm                                                 |
| Radstand               | 1240 mm                                                     | 1230 mm                                                             | 1230 mm                                                             | 1230 mm                                                             |
| Radaufhängung vorn     | gezogene Kurzarmschwinge mit 2 Schraubendruckfedern         | geschobene Langarmschwinge mit Schraubenfeder, hydraulisch gedämpft | geschobene Langarmschwinge mit Schraubenfeder, hydraulisch gedämpft | geschobene Langarmschwinge mit Schraubenfeder, hydraulisch gedämpft |
| Radaufhängung hinten   | Schwingarm mit 2 Schraubendruckfedern, hydraulisch gedämpft | Triebsatzschwinge mit Schraubenfeder, hydraulisch gedämpft          | Triebsatzschwinge mit Schraubenfeder, hydraulisch gedämpft          | Triebsatzschwinge mit Schraubenfeder, hydraulisch gedämpft          |
| Reifen                 | 4,00 × 8″                                                   | 3,50 × 10″                                                          | 3,50 × 10″                                                          | 3,50 × 10″                                                          |
| Bremsen                | Trommelbremsen                                              | Trommelbremsen                                                      | Trommelbremsen                                                      | Trommelbremsen                                                      |
| Leergewicht            | 123 kg                                                      | 138 kg                                                              | 131 kg                                                              | 131 kg                                                              |
| Tankinhalt             | 7,3 Liter                                                   | 12 Liter                                                            | 12 Liter                                                            | 12 Liter                                                            |
| Höchstgeschwindigkeit  | 80 km/h                                                     | 90 km/h                                                             | 84 km/h                                                             | 84 km/h                                                             |
| Verbrauch              | 2,7 l/100 km                                                | 2,5–3 l/100 km                                                      | 2,5 l/100 km                                                        | 2,5 l/100 km                                                        |
| Preis                  | 1.595,00 DM (1956)                                          | 1.795,00 DM (1957)                                                  | 1.648,00 DM (1959)                                                  | 1.248,00 DM (1962)                                                  |
| Stückzahl              | 76.911                                                      | 31.518                                                              | 29.010                                                              | 23.206                                                              |

Technische Daten laut Peter Schneider: Die NSU-Story, ISBN 978-3-613-03397-9

## Geplantes Nachfolgemodell
Als Nachfolgemodell der NSU Prima sollte 1960 eine NSU Maxima eingeführt werden, ein Roller mit einem modifizierten 175-cm³-Viertaktmotor aus dem Motorrad NSU Maxi sowie Antrieb über eine Rollenkette. Die Motorleistung sollte bei 10,5 PS liegen, die Höchstgeschwindigkeit bei 95 km/h. Zur Serienproduktion kam es nicht.